# Cleandre (ministre)
Cleandre, de nom complet Marc Aureli Cleandre (en llatí Marcus Aurelius Cleander), era un esclau frigi que va ser comprat i portat a Roma on casualment va cridar l'atenció de l'emperador Còmmode que el va fer camarlenc i a la mort del seu ministre Perennis el va nomenar ministre principal. La seva carrera política és narrada per Cassi Dió, Herodià i la Història Augusta.

## Biografia
No se sap exactament la seva data de naixement, però el 182 ja formava part dels oficials que s'encarregaven de l'administració del palau imperial i s'havia casat amb l'amant de l'emperador, Damostratia. Amb les seves maquinacions va aconseguir que el camarlenc favorit de l'emperador, Saoter, fos executat i ell mateix va obtenir el càrrec, guanyant-se la total confiança de Còmmode.
L'any 184 va conspirar contra el prefecte del pretori Tigidius Perennis, qui de fet dirigia l'Imperi degut a la poca voluntat de Còmmode per governar. Cleandre va convèncer a una delegació de soldats de Britànnia que el denunciessin i Perennis va ser executat. Tenia tant de poder que oferia a la venda tota classe de càrrecs civils i militars a canvi de diners, i el nombre de magistrats es va haver de multiplicar per fer front a la demanda. Un any hi va arribar a haver fins a 25 cònsols (el 185 o el 189) un dels quals va ser Septimi Sever, després emperador. Les quantitats de diners importants que rebia es gastaven generalment en les peticions de l'emperador, en regals privats, en donacions als amics, i en obres públiques, en general força útils i magnifiques.
El 188 Cleandre va fer eliminar el que llavors era prefecte del pretori Atili Ebúcia, obtenint ell mateix el comandament de la Guàrdia pretoriana amb el càrrec de Pugione (portador de la daga) i amb dos prefectes del pretori subordinats a ell.
El juny de 190, però, la manca de gra va provocar disturbis a la ciutat de Roma i el prefecte de l'annona Papiri Dionisi va descarregar les culpes en Cleandre. Els disturbis es van traslladar al circ i Cleandre va enviar els pretorians per esclafar la revolta, però Pèrtinax, prefecte urbà, va ordenar a les Vigiles Urbani que s'hi oposessin. Cleandre va fugir fins a la vil·la de l'emperador perseguit per les masses, i Còmmode va preferir sacrificar al seu favorit, que va ser decapitat, així com la seva família i amics propers (vers el 190).